# Odrovice
Odrovice är en ort i Tjeckien.   Den ligger i regionen Södra Mähren, i den sydöstra delen av landet, 190 km sydost om huvudstaden Prag. Odrovice ligger 183 meter över havet och antalet invånare är 205.
Terrängen runt Odrovice är huvudsakligen platt, men åt nordväst är den kuperad.Runt Odrovice är det ganska tätbefolkat, med 78 invånare per kvadratkilometer. Närmaste större samhälle är Ivančice, 13,9 km nordväst om Odrovice. Trakten runt Odrovice består till största delen av jordbruksmark.